# Kenneth Richmond
Kenneth Richmond (Gran Londres, Reino Unido, 10 de julio de 1926-3 de agosto de 2006) fue un deportista británico especialista en lucha libre olímpica donde llegó a ser medallista de bronce olímpico en Helsinki 1952.

## Carrera deportiva
En los Juegos Olímpicos de 1952 celebrados en Helsinki ganó la medalla de bronce en lucha libre olímpica estilo peso pesado, tras el luchador soviético Arsen Mekokishvili (oro) y el sueco Bertil Antonsson (plata).